# Paul Uy
Paul Uy (Uyttenbrouck) (født 30. juli 1932 i Bruxelles, Belgien) er en belgisk komponist, oboist, dirigent og producer.
Uy studerede obo og komposition på det Kongelige Musikkonservatorium i Bruxelles, herefter tog han kompositions timer og direktions timer privat hos bl.a. Francis de Bourguignon og Hermann Scherchen. Han var i en periode producer for Belgisk Radio og Tv.
Uy har skrevet 2 symfonier, orkesterværker, koncertmusik, opera, oratorier, korværker, filmmusik, instrumentalværker etc.

## Udvalgte værker
- Symfoni nr. 1 "Belgien" (1990) - for orkester
- Symfoni nr. 2 "Provinsiel" (?) - for orkester